# Quellennah
QuellenNAH ist eine Schriftenreihe des Landesarchivs Sachsen-Anhalt, die seit 2021 mit dem Untertitel Landesarchiv Sachsen-Anhalt: Geschichte erleben herausgegeben wird. Es handelt sich um Bausteinhefte zur historischen Bildungsarbeit, welche die Einbindung historischer Originalquellen in den Schulunterricht fördert. Bislang sind neun Hefte erschienen, die in Kooperation mit dem Landesinstitut für Schulqualität und Lehrerbildung Sachsen-Anhalt und der Landeszentrale für politische Bildung Sachsen-Anhalt veröffentlicht wurden. 
Die Hefte 1–6 und 8 thematisieren Geschichte und Gesellschaft im nationalsozialistischen Deutschen Reich und in der DDR und sollen in eine kritische, multiperspektivische Auseinandersetzung mit den deutschen Diktaturerfahrungen des 20. Jahrhunderts einführen. Heft 7 "Zu Hause in Sachsen-Anhalt. Jüdinnen und Juden zwischen Verfolgung, Selbstbehauptung und Anerkennung." und Heft 9 "Sinti und Roma in Sachsen-Anhalt. Zwischen Antiziganismus und Selbstbehauptung." sind epochenübergreifend konzipiert.
Die Redaktion liegt in den Händen von Riccarda Henkel in Magdeburg und Björn Schmalz in Merseburg; die Gestaltung der Hefte übernahm die Quedlinburg DRUCK GmbH sowie die Druckerei Mahnert GmbH und den Druck Saxoprint GmbH Dresden. Die Herausgabe der Reihe QuellenNAH wurde u. a. aus der Bundeszuweisung vom Beauftragten der Bundesregierung für die neuen Bundesländer und dem Bundesministerium für Wirtschaft und Energie aufgrund eines Beschlusses des Deutschen Bundestages gefördert.
Im Onlineangebot des Landesarchivs können alle Hefte online durchgeblättert oder als PDF heruntergeladen werden.

## Bislang erschienene Hefte
1. Verena Meier: Repression und Handlungsspielräume im Nationalsozialismus. Magdeburg 2021.
2. Verena Meier: Jugend und Erziehung im Nationalsozialismus. Magdeburg 2021.
3. Verena Meier: Wirtschaft und Arbeit im Nationalsozialismus. Magdeburg 2021.
4. Till Goßmann: Repression und Handlungsspielräume in der DDR. Magdeburg 2021.
5. Till Goßmann: Jugend und Erziehung in der DDR. Magdeburg 2021.
6. Till Goßmann: Wirtschaft und Arbeit in der DDR. Magdeburg 2021.
7. Christina Wirth: Zu Hause in Sachsen-Anhalt. Jüdinnen und Juden zwischen Verfolgung, Selbstbehauptung und Anerkennung. Magdeburg 2022.
8. Till Goßmann: Der 17. Juni 1953 in Sachsen-Anhalt. Magdeburg 2023.
9. Verena Meier: Sinti und Roma in Sachsen-Anhalt. Zwischen Antiziganismus und Selbstbehauptung. Magdeburg 2024.